# Pierre-Marie-Charles de Bernard du Grail de la Villette
Pierre-Marie-Charles de Bernard du Grail de la Villette semplicemente conosciuto come Charles de Bernard (Besançon, 24 febbraio 1804 – Sablonville, 6 marzo 1850) è stato uno scrittore e poeta francese.

## Biografia
Nato a Besançon, membro di un'antichissima famiglia, dei Vivarais, fu educato nel collegio della sua città natale e studiò per la legge a Digione e a Parigi. Fu premiato dall'Académie des Jeux Floraux per la sua Une fête de Neron nel 1829. Questo primo successo in letteratura non gli impedì di aspirare alla Magistratura, quando scoppiò la rivoluzione di luglio e lo indusse ad entrare in politica.
Divenne uno dei fondatori della Gazette de Franche-Comté e un articolo sulle pagine di quel giornale su La peau de chagrin gli fece guadagnare i ringraziamenti e l'amicizia di Honoré de Balzac. Quest'ultimo lo indusse a prendere il suo domicilio a Parigi e lo introdusse all'arte del romanzo.

### Scrittore
Bernard aveva pubblicato un volume di odi: "Plus Deuil que Joie" (1838), che non fu considerato molto, ma una serie di storie nello stesso anno gli guadagnarono la reputazione di un "conteur" (narratore) geniale. Sono stati raccolti con il titolo "Le Noeud Gordien" e uno dei racconti "Une aventure du Magistrat" è stato adattato da Victorien Sardou per la sua commedia "Pommes du voisin".
"Gerfaut", generalmente acclamata come la sua più grande opera, coronata dall'Accademia, apparve anche nel 1838, seguito poi da "Le Paravent", un'altra raccolta di racconti (1839); 'Les Ailes d'Icare' (1840); La Peau du Lion e La Chasse aux Amants (1841); L'Écueil (1842); Un Beau-père (1845); e "Le Gentilhomme campagnard", nel 1847. Bernard scrisse due commedie in collaborazione con "Léonce" (Charles-Henri-Ladislas Laurençot, 1805-1862). Una raccolta di opere complete di Bernard in 12 volumi è stata pubblicata dopo la sua morte. I suoi scritti sono stati per lo più dimenticati oggi.

## Critica da altri scrittori
Jules Claretie ha scritto di Bernard, con molte lodi:
In The Paris Sketch Book, William Makepeace Thackeray parla della scrittura di Bernard:
Henry James, nei suoi Poeti e Romanzieri francesi (1878), scrisse: